# Ragazzi selvaggi
Ragazzi selvaggi (The Wild Boys: A Book of the Dead) è un romanzo di William S. Burroughs, autore statunitense appartenente alla Beat Generation. Pubblicato per la prima volta nel 1971 da Grove Press, raffigura un movimento giovanile omosessuale il cui obiettivo e scopo ultimo è la rovina definitiva della civiltà occidentale, ed è ambientato in una apocalittica fine del XX secolo.

## Trama
Nel 1988 i "ragazzi selvaggi", una banda di adolescenti omosessuali e affetti da tossicodipendenza seminano distruzione e caos. William Burroughs, in questo testo, combina violenza estrema, pornografia gay e immagini poetiche in uno stile allucinato e destrutturato.
Questo libro doveva essere originariamente un film porno .

## Adattamenti cinematografici
Nel 1972, lo stesso Burroughs scrisse una sceneggiatura basata sulla trama del romanzo, con l'intento di produrlo come un film pornografico hardcore a basso costo e iniziò le trattative con il produttore porno gay Fred Halsted, prima di abbandonare l'idea alla fine di quello stesso anno.
Russell Mulcahy aveva l'intenzione di dirigere un adattamento cinematografico e ha contattato i Duran Duran per la scrittura della colonna sonora, ma il progetto alla fine non è mai stato realizzato; tuttavia il romanzo ha ispirato la canzone del gruppo intitolata The Wild Boys.
Nel 2017, il regista francese Bertrand Mandico ne ha realizzato un libero adattamento, intitolato Les Garçons sauvages.

## Allusioni in altre opere
Gli abiti, i capelli e il trucco del personaggio di David Bowie, Ziggy Stardust in The Rise and Fall of Ziggy Stardust and the Spiders from Mars, erano basati sulla descrizione dei ragazzi selvaggi presente nel libro. Secondo Bowie "è stato un incrocio tra questo e Arancia meccanica che ha davvero iniziato a mettere insieme la forma e l'aspetto di ciò che Ziggy e i Ragni-Spiders stavano per diventare. Erano entrambi potenti mezzi di lavoro, in particolare le bande di ragazzi predoni della storia di Burroughs con i loro  coltelli Bowie: ho capito tutto, ho letto tutto in tutto, tutto doveva essere infinitamente simbolico".
La band post-punk The Soft Boys ha preso il loro nome da una combinazione di The Wild Boys e The Soft Machine (La macchina morbida). L'ex front-man dei Joy Division Ian Curtis lo citò come uno dei suoi libri preferiti.
Johnny, il protagonista dell'album Horses di Patti Smith, prende ispirazione dal protagonista del romanzo.